# Itabashi
Itabashi-bydistriktet (板橋区 Itabashi-ku) er et bydistrikt i Tokyo i Japan.
Det er et af de 23 specielle bydistrikter, der tilsammen udgør Tokyos historiske bykerne. Distriktet ligger nordvest for Tokyos centrum og har 581.337 (2021) indbyggere. På engelsk kalder distriktet sig selv for Itabashi City. 
Itabashi har venskabsby-relationer med Burlington, Ontario i Canada; Shijingshan i Beijing i Kina; og Bologna i Italien.
Pr. 2008 havde distriktet et befolkningstal på 531.793 og en befolkningstæthed på 16.270 personer per km². Arealet er 32,17 km².

## Geografi
Itabashi ligger i Tokyo Metropolis i Kantō-regionen. Arakawa-floden udger grænsen til til Saitama-præfekturet. Omkransende distrikter er i Saitama, Wako og Toda. I Tokyo udgøres de omkransende bydistrikter af Nerima, Toshima og Kita.

## Historie
Navnet på bydistriktet betyder "plankebro" og stammer fra en træbro over Shakujii-floden fra Heian-perioden. Sådan en bro var bemærkelsesværdig i datidens Japan og navnet har holdt ved. I Edo-perioden krydsede Nakasendō den nærliggende Shimo Itabashi, hvilket også lagde navn til det område. Itabashi var en af fire byer udenfor Edo og rejsende blev indkvarteret der når de forlod shogunatets hovedstad. 
1. oktober 1932 blev ni byer og landsbyer i Kita-Toshima-distriktet sammenlagt og blev til Itabashi-distriktet og en del af Tokyo City. Det blev et specielt bydistrikt 3. maj 1947.  1. august samme år blev Nerima fraskilt Itabashi.

## Uddannelse
Itabashi er hjemsted for fire universiteter. Tokyo Kasei University har en campus i Kaga. I Kaga har Teikyo University også deres primære campus. Daito Bunka University har en campus i Takashima-daira og en i Higashimatsuyama (Saitama). Det fjerde universitet er medical college of Nihon University.

## Attraktioner
- Akatsuka Botanical Garden
- Itabashi Botanical Garden
- Jorenji temple og Daibutsu of Tokyo